# F Sharp
F# (pronuncia: [ˈef ˈʃɑːp], come la parola inglese F Sharp) è un linguaggio di programmazione multi-paradigma, basato su .NET Framework, che permette la programmazione funzionale così come quella imperativa e quella ad oggetti. È una variante del linguaggio ML ed è largamente compatibile con l'implementazione di OCaml. F# è stato sviluppato inizialmente da Don Syme al Microsoft Research ed attualmente è implementato dalla divisione sviluppo di Microsoft per fornire un completo supporto del .NET Framework ed essere pienamente supportato in Visual Studio.

## Esempi
Segue un piccolo esempio del classico Hello world:
```
(* Questo è un commento *)

printf
 
"Hello World!"

```

Altri esempi:
```
(* funzione che stampa gli elementi di una lista di Integer *)

let
 
printlist
 
xs
 
=
 
xs
 
|>
 
List
.
iter
 
(
fun
 
x
 
->
 
printfn
 
"%d
\n
"
 
x
)

(* funzione ricorsiva che calcola l'n-simo numero di Fibonacci *)

let
 
rec
 
fib
 
=
 
function

    
|
 
0
 
|
 
1
 
->
 
1

    
|
 
n
 
->
 
fib
 
(
n
 
-
 
1
)
 
+
 
fib
 
(
n
 
-
 
2
)

 

(* Stampa i primi 10 numeri di Fibonacci *)

[
1
 
..
 
10
]
 
|>
 
List
.
map
 
fib
 
|>
 
printlist

 

(* Stampa i primi 10 numeri di Fibonacci *)

[
 
for
 
i
 
in
 
1
..
10
 
do
 
yield
 
fib
 
i
 
]
 
|>
 
printlist

```